# Golpum
El sistema Golpum o sistema del rango óseo (en hangul, 골품제도) era el sistema de rangos aristocráticos utilizado en el antiguo reino coreano de Silla, uno de tres reinos coreanos. Fue usado con el fin de segregar a la sociedad, particularmente las clases aristocráticas sobre la base de su proximidad hereditaria al trono y el nivel de autoridad que se les permitía ejercer. En el pensamiento de la sociedad de Silla la idea de «osamenta sagrada» es análoga a de sangre real en otras sociedades.
Este sistema fue estrictamente hereditario, y por lo tanto, funcionaba como un sistema de castas, y determinó no solo su estatus oficial y sus derechos matrimoniales, sino también el color de sus prendas y las dimensiones máximas de su vivienda y su carruaje.
El erudito Lee Ki-baik considera que probablemente fue adoptado como parte de la ley administrativa introducida desde China y promulgada por el rey Beopheung en el 520. Sin embargo, es probable que esto no hiciera más que instituir en la práctica legal lo que ya era una sociedad segregada por linaje y línea sanguínea. Aunque solo dos de los cinco rangos conocidos se denominaban «óseo» (골, 骨), el término «rango óseo» se ha vuelto ampliamente utilizado para describir todo el sistema.

## Rangos

### Hueso sagrado (Seonggol)
Según el libro histórico Samguk Sagi, la gente de Silla dividió el período histórico en dos: el primero desde el monarca fundador del reino, Hyeokgeose, hasta la reina Jindeok, conocido como la época del «hueso sagrado» (Seonggol), y después del rey Muyeol como la época del «hueso verdadero» (Jingol)
Seonggol era la clase más alta en el sistema Golpum (en hangul: 성골, en hanja: 聖骨, literalmente se refiere al hueso sagrado), a veces indica al hueso santificado. No hay un registro específico sobre exactamente por qué se establece la distinción entre el «hueso sagrado» y el «hueso verdadero», pero generalmente se acepta que solo los primeros reyes fueron referidos como Seonggol. Debido a este sistema cerrado de castas, cuando el rey Jinpyeong de Silla no tenía hijo ni heredero varón a quien pudiera pasar la corona, la reina Seondeok de Silla se convirtió en la primera mujer en ascender al trono y Jindeok como la próxima heredera. Tras eso, Kim Chun-chu, también conocido como Muyeol de Silla ascendió a rey como un estatus Jingol y desde entonces, el rango Jingol asumió el trono durante 281 años hasta la desaparición del reino de Silla.

### Hueso verdadero (Jingol)
Por debajo del rango de hueso sagrado estaba el «hueso verdadero» o jingol (진골, 眞骨). Los miembros de este rango podían ocupar cualquier puesto oficial, hasta el nivel de ministro de pleno derecho.También podían alcanzar el rango de funcionario más alto, ibolchan (이벌찬). Después de que el rango fuera abolido bajo el reinado del rey Muyeol, solo aquellos que tenían el rango de «hueso verdadero» podían convertirse en reyes.

### Dupum
Debajo del «hueso verdadero» se encontraban los rangos Dupum (두품, 頭品), de los cuales solo están atestiguados el 6.º, 5.º y 4.º, siendo el nivel sexto el más alto. Los Dupum eran también de clase aristocrática, y aunque existen teorías, normalmente se estima que fueron originalmente los líderes de pequeños reinos (aldeas) que habrían sido absorbidos por el reino de Silla en los primeros tiempos. Entonces, debido a la gran influencia que ejercieron pudieron ganar la clase de jingol. Como los Dupum de nivel sexto mantuvieron su rango más alto excepto a la familia real, tiene otro nombre llamado Deuknan (en hangul: 득난, literalmente significa es difícil ganarlo). A pesar de que la clase de Jingol ocupaba todas las posiciones más elevadas, los dupum de nivel sexto pudieron ascender subir a algunos puestos de dirigentes. En período medio de Silla, los Dupum establecieron su influencia más fuerte como los guardias del rey. Como a los dupum no se les permitoa subir a altas posiciones en la corte, ellos tenían un gran complejo contra los Jingol. El rey utilizó esta emoción con el fin de hacer balance entre los nobles, táctica que fue útil cuando el poder de soberano era sólido, extendiendo la actividad de los Dupum.

## Consecuencias
Las ambiciones frustradas de la clase de rango seis en particular parecen haber jugado un papel destacado en la política del último período de Silla. Muchos hombres de estatus de rango sexto, proscritos de ascender demasiado alto en el sistema administrativo de Silla definido por el sistema de rango óseo, trataron de evitar esto estudiando confucianismo, ya sea en Silla o en el extranjero en la China de la dinastía Tang; o bien se dedicaron a carreras en el budismo. 
El reino de Silla en sus momentos finales sufrió gran conflicto entre el rango Jingol, causando la ocurrencia de los poderes regionales detrás de la influencia real. En este proceso, el rango sexto de los Dupum colaboró activamente con el fin de renovar la sociedad, teniendo un gran papel en la formación de los principales poderes de la dinastía Goryeo, el siguiente reino.